# Erica azorica
Erica azorica Hochst. ex Seub. é uma espécie arbustiva da família das Ericaceae, endémica nos Açores, onde é conhecida pelos nomes comuns de urze, mato, vassoura e queiró. Ocorre em todas as ilhas do arquipélago, sendo uma das espécies mais comuns da vegetação natural. 

## Descrição
Micro a mesofanerófito, assumindo em geral um porte de arbusto, mas podendo atingir em lugares abrigados do vento e com solo fértil cerca de 6 m de altura. As folhas são de cor verde clara, dando à planta uma cor contrastante com a generalidade da vegetação natural dos Açores, tipicamente verde-azulada. Na primavera apresenta a parte distal dos ramos claramente acastanhada em resultado das suas pequenas flores acastanhadas, agrupadas nos extremos dos ramos.
Comporta-se como espécie pioneira na colonização de campos de lava e de vertentes de bagacina, aparecendo entre as primeiras plantas a ocupar as zonas recém-desflorestadas. Este carácter pioneiro torna-a útil na revegetação dos espaços a recuperar ecologicamente, podendo competir com plantas exóticas invasoras. Este mesmo carácter torna-a invasora em campos marginais em pastagens degradadas, o que gera frequentes conflitos com a actividade agrícola.
E. azorica é a espécie da vegetação natural dos Açores mais conhecida, ocorrendo em todas as ilhas do arquipélago, em habitats que vão desde a linha costa até às montanhas mais altas, estando apenas ausente do topo da Montanha do Pico. Apesar de abundante, é uma espécie protegida cuja destruição cerece de licenciamento pela autoridade ambiental.
A espécie foi muito utilizada como lenha, produzindo um excelente combustível devido à facilidade com que arde e ao elevado poder calorífico da sua madeira. Também foi usada para fazer vassouras, aproveitando a densidade e flexibilidade dos seus ramos, recobertos por grande quantidade de pequenas folhas muito estreitas, semelhantes a pêlos.